# Perizia (processo penale)
La perizia è il mezzo di prova che il giudice ammette per svolgere nel processo penale un'indagine che esige specifiche competenze tecniche, scientifiche o artistiche o per acquisire dati che costituiscono essi stessi il contenuto di una tecnica, scienza o arte o per acquisire valutazioni conseguenti all'applicazione delle regole di una tecnica, scienza o arte nel caso concreto (art. 220, co. 1 c.p.p.); consiste nell'attività mediante la quale il perito svolge l'indagine demandatagli dal giudice e gliene riferisce i risultati.
Solitamente l'esperto che effettua tale perizia rispondendo ai quesiti posti dal giudice, viene definito perito o perito forense.
L'ordinamento vieta due tipi di perizia: 
- il giudice non può disporre una perizia per accertare l'abitualità o professionalità nel reato, la tendenza a delinquere, il carattere e la personalità dell'imputato e in genere le qualità psichiche di costui non dipendenti da cause patologiche (cosiddetto divieto di perizia criminologica, personologica o psicologica: art. 220, co. 2 c.p.p.);
- l'ordinamento sancisce un implicito divieto della cosiddetta perizia giuridica, cioè volta ad accertare la validità, l'efficacia ed il tenore precettivo di una norma giuridica, salvo che si tratti di una norma di diritto antico o di diritto straniero.

## L'ammissione della perizia
Il giudice ammette la perizia a richiesta di parte e, fuori delle indagini preliminari, anche d'ufficio. La previsione di questo potere ufficioso viene spiegata dicendo che la perizia è spesso uno strumento di valutazione di elementi già acquisiti al processo con altri mezzi di prova, sicché il giudice, cui incombe valutare le prove, deve poterla ammettere anche se le parti non la chiedono.
Comparso il perito, il giudice:
- ne accerta l'identità;
- gli chiede se versa in una delle situazioni di incapacità o incompatibilità sopra elencate[non chiaro];
- lo avverte dei suoi obblighi e delle responsabilità penali in cui può incorrere;
- lo invita a dichiarare che "consapevole della responsabilità morale e giuridica che assumo nello svolgimento dell'incarico, mi impegno ad adempiere al mio ufficio senza altro scopo che quello di far conoscere la verità e a mantenere il segreto su tutte le operazioni peritali";
- sentito il perito, il pubblico ministero, i difensori ed i consulenti tecnici, gli formula i quesiti (art. 266 c.p.p.).

Le dichiarazioni di astensione e ricusazione del perito sono enunciate rispettivamente dal perito e dalle parti prima che i quesiti siano formulati al perito stesso o, se si tratta di motivo insorto o conosciuto successivamente, prima che il perito abbia reso il parere. Se il giudice accoglie l'astensione o la ricusazione, sostituisce il perito (art. 231 co. 4 c.p.p.).
Oltre che per tale ragione, il giudice può sostituire il perito quando ritiene di non concedergli il termine da lui richiesto per rispondere ai quesiti o gli nega la proroga di tale termine o se il perito non rispondere nel termine prefisso, salvo che il ritardo o l'inadempimento dipenda da cause a lui non imputabili, o svolge l'incarico con negligenza (art. 231 co. 1 c.p.p.).

## Il perito
Presso ogni tribunale è istituito un albo dei periti diviso per categorie, tra le quali devono essere sempre previste quelle degli esperti in medicina legale, psichiatria, psicologia, contabilità, ingegneria e relative specialità, infortunistica del traffico e della circolazione stradale, balistica, chimica, analisi e comparazione della grafia.
Il giudice sceglie il perito tra le persone iscritte in tale albo o, se non iscritte, fornite di particolare competenza nella specifica disciplina. Quando designa un non iscritto, il giudice indica nell'ordinanza di nomina le ragioni di tale scelta e se possibile scegliere una persona che svolge la propria attività professionale presso un ente pubblico.
Il giudice nomina più periti quando le indagini o le valutazioni involte nella perizia sono di particolare complessità o esigono cognizioni di discipline diverse. Rispetto all'ufficio di perito sono a pena di nullità:
- incapaci il minorenne, l'interdetto, l'inabilitato, l'infermo di mente, l'interdetto anche temporaneo dai pubblici uffici e l'interdetto o sospeso dall'esercizio di una professione o di un'arte, il sottoposto ad una misura di sicurezza personale o di prevenzione;
- incompatibile chi nello stesso procedimento è incompatibile a testimoniare, ha la facoltà di astenersi dal testimoniare, è chiamato a prestare l'ufficio di testimone o di interprete, è stato nominato consulente tecnico anche in un procedimento connesso (art. 222).

Il perito nominato ha l'obbligo di prestare l'ufficio, salvo che sussista uno dei motivi di astensione previsti per il giudice dall'art. 36. Egli commette i reati di:
- rifiuto di uffici legalmente dovuti se ottiene con mezzi fraudolenti l'esenzione dall'obbligo di comparire o di prestare l'ufficio oppure se, davanti al giudice, rifiuta di fornire le proprie generalità o di assumere o adempiere le funzioni;
- falsa perizia, se dà parere mendace o afferma fatti non conformi al vero.

La punibilità per entrambi i reati è esclusa se per legge l’agente non avrebbe dovuto essere nominato perito o avrebbe dovuto essere avvertito della facoltà di astenersi dall'effettuare la perizia o ha commesso il fatto perché costretto dalla necessità di salvare sé stesso o un prossimo congiunto da un grave e inevitabile nocumento nella libertà o nell'onore.
Il perito risponde immediatamente ai quesiti postigli dal giudice con un parere che viene inserito nel verbale. Quando la complessità dei quesiti non consente una risposta immediata, il perito può chiedere un termine per rispondere e il giudice, se non ritiene perciò solo di sostituirlo, gli concede un termine non superiore a 90 giorni, prorogabile a richiesta del perito, motivata con la particolare complessità degli accertamenti da compiere, anche più volte, ciascuna per un tempo non superiore a 30 giorni, fino ad un massimo complessivo di sei mesi.
Il perito che deve compiere operazioni indica il giorno, ora e luogo in cui inizierà le operazioni, la cui continuazione poi comunicherà senza formalità alle parti intervenute (art. 229). Ai fini dell'espletamento dell'incarico il giudice può autorizzare il perito a:
- assistere all'esame delle parti e all'assunzione delle prove;
- prendere visione degli atti, dei documenti e delle cose prodotti dalle parti purché si tratti di materiale acquisibile al fascicolo per il dibattimento;
- servirsi di ausiliari di sua scelta per lo svolgimento di attività materiali che non implichino apprezzamenti e valutazioni;
- presentare una relazione scritta se è indispensabile per l'illustrazione del parere.

Le dichiarazioni, che a richiesta del perito siano rese a costui dall'imputato, dalla persona offesa dal reato o da altre persone, possono essere utilizzati dal perito ai fini del suo accertamento, ma non dal giudice ai fini della decisione. Il responso del perito non vincola però il giudice, il quale può dare una diversa soluzione alle questioni risolte dal perito, senza bisogno di nominarne un altro, a condizione di fornire una adeguata motivazione della diversa soluzione.